# ロシア連邦英雄
ロシア連邦英雄（ロシアれんぽうえいゆう, ロシア語：Герой Российской Федерации, 英語：Hero of the Russian Federation）は、ロシアの勲章で英雄称号の一つ。ロシア連邦政府からその市民に授与される最高の栄誉称号である。

## 概要
ロシア連邦大統領がメダルの主たる授与権限者であり、それは国家の職務の一方で、著しい勇敢さを伴う目立った活動や行為をする者に対して授けられた。創設以来、約750回の授与が行われたが、それは主に宇宙飛行士か、またはチェチェン地区の軍事活動に関係した者に対してであった。また、数人の芸術家、政治家、エコノミスト、および運動選手も、この称号を授与されている。

## 著名な受賞者
- チムール・アパキージェ - ロシア海軍航空隊のパイロット。
- エカテリーナ・ブダノワ - 第二次世界大戦時の女性エース・パイロット
- ユーリー・ギジェンコ - 宇宙飛行士
- アフマド・カディロフ - 暗殺されたチェチェン共和国の大統領。
- ラムザン・カディロフ - チェチェン共和国の首相兼大統領代行。アフマド・カディロフの息子。
- セルゲイ・ショイグ - 上級大将。国防大臣。
- アレクサンドル・カレリ - 宇宙飛行士
- アレクサンドル・カレリン - レスリング選手。オリンピック金メダリスト。
- ヴィクトル・カザンツェフ - 大将。元南部連邦管区大統領代表。
- ラリーサ・ラズティナ - クロスカントリースキー選手。オリンピック金メダリスト。
- ゲンナジー・リャーチン - 原子力潜水艦クルスク号の艦長
- ユーリ・マレンチェンコ - 宇宙飛行士
- ユーリー・オヌフリエンコ - 宇宙飛行士
- ゲンナジー・パダルカ - 宇宙飛行士。国際宇宙ステーション（ISS）第9次クルー。
- ヴァレリ・ポリヤコフ - 宇宙飛行士。宇宙滞在最長記録（438日）保持者。
- レオニード・ロシャール - 医師。モスクワ劇場占拠事件の際、人質救援の交渉役。
- ウラジーミル・シャマーノフ - 中将。ロシア空挺軍司令官。元ウリヤノフスク州知事
- マゴメド・トルボーエフ - 航空研究所宇宙飛行テストパイロット隊副隊長。下院議員。
- ゲンナジー・トロシェフ - 大将
- ミハイル・カラシニコフ - 技術中将。銃器設計者。
- セルゲイ・プレミーニン - 原子力潜水艦K-219の水兵。
- アルダー・ツイデンジャポフ - ロシア海軍太平洋艦隊の機関水兵。乗艦であった駆逐艦ビストリの火災において鎮火に身を挺して当たり、大きな功績を残すも落命した。その後、功績を称えて同艦隊に、「ロシア連邦英雄アルダー・ツイデンジャポフ」の名を冠したコルベットが配備された。
- アンドレイ・カルロフ - 2016年受章（没後追贈）。トルコ人警察官に銃撃（英語版）され、死亡した在トルコ・ロシア大使。
- ダミール・ユスポフ - 2019年授賞。ウラル航空178便の機長。
- ゲオルギー・マージン - 2019年授賞。ウラル航空178便の副操縦士。
- ウラジミール・ゾガ - 2022年授賞。ドネツク人民共和国軍の部隊「スパルタ大隊」の指揮官。2022年ロシアのウクライナ侵攻において戦死後遺贈。

### 外国の受賞者
- タルガト・ムサバエフ - カザフスタン共和国の宇宙飛行士

## 受賞者の特典
以下の特典は、ソ連邦英雄、ロシア連邦英雄及び名誉勲章所持者に共通のものである。一部の特典は受賞者の家族にも及ぶ。
- 年金保障の特典 - 年金額の増加
- 課税の特典 - 法で定められた一部課税の免除
- 医療・保養サービス等の特典 - 無償医療、サナトリウム利用の優先権等
- 住宅・公共サービスの特典 - 家賃、電話・電気代、光熱費の免除。国営・公営住宅は無償で獲得できる。
- 交通手段の利用・運賃の特典 - 鉄道、飛行機、バス、公共交通費の免除。切符は列外で購入できる。
- 通信、観劇、スポーツ観戦時の特典 - 列外で利用できる。
- 就職、教育、再訓練、休暇の特典 - 就職の際の優先権。教育、再訓練は無償。有給休暇が年3週間追加
- その他 - 受賞者が死亡した場合、葬式は国費から支出される。家族には給料20か月分の手当てが支給される。

## 参考資料
- Федеральный закон "О статусе Героев Советского Союза, Героев Российской Федерации и полных кавалеров ордена Славы"（「ソ連邦英雄、ロシア連邦英雄及び名誉勲章所持者の地位に関する」連邦法）